# Рождество Богородично (Босилеград)
„Рождество на Пресвета Богородица“ (на сръбски: „Рождество Пресвете Богородице“) е православна църква в Босилеград, Сърбия.
Тя принадлежи към Босилеградското архиерейско наместничество на Вранската епархия на Сръбската православна църква.
Храмът е изграден през 1895 година, когато Босилеград е в пределите на Княжество България.